# Bobby Fischer
Robert James „Bobby“ Fischer (9. března 1943 Chicago – 17. ledna 2008 Reykjavík) byl americký šachista, mistr světa v šachu v letech 1972–1975. Už v 15 letech postoupil do turnaje kandidátů a stal se velmistrem. Titul mistra světa získal v roce 1972 výhrou „zápasu století“ v Reykjavíku na Islandu nad sovětským obhájcem titulu Borisem Spasským. Tento turnaj probíhal během studené války a byl interpretován jako vítězství USA nad Sovětským svazem.
Po tomto zápase Fischer dvacet let nesehrál žádnou turnajovou partii. V roce 1975 odmítl obhajovat svůj titul mistra světa, když mezinárodní šachová federace nepřijala jeho podmínky konání zápasu. Až roku 1992 se Spasským sehrál odvetný zápas, v němž ho opět porazil, a od té doby se již žádných turnajů nezúčastnil. Jelikož se zápas konal v Jugoslávii, na kterou tehdy byly uvaleny sankce, hrozilo mu v USA vězení. Od té doby žil v několika státech v emigraci, po zatčení v Japonsku roku 2004 obdržel azyl a občanství na Islandu, kde rovněž zemřel.
Pravidelně se objevuje v diskusích o tom, kdo je nejlepším šachovým hráčem všech dob. Výrazně přispěl k rozvoji teorie šachového zahájení, svými vítězstvími zpopularizoval šachy, díky němu se začaly v šachu „točit“ větší finanční částky a k rozvoji hry přispěl i vynálezem nového způsobu měření času hráčů na rozmyšlenou a návrhem alternativních pravidel šachů, zvaných nyní Fischerovy šachy (Chess960).

## Život a šachová kariéra

### První léta
Robert James Fischer se narodil v nemocnici Michael Resse v Chicagu. Jeho matka Regina rozená Werderová byla naturalizovanou americkou občankou německého židovského původu, narozená ve Švýcarsku, vyrůstala v St. Louis ve státě Missouri, později byla učitelkou, zdravotní sestrou a lékařkou. Jako Fischerův otec byl zanesen v rodném listu Hans-Gerhardt Fischer, německý biofyzik a první manžel Reginy Werderové. Pár uzavřel manželství v roce 1933 v Moskvě, kde Wenderová studovala medicínu. Roku 2002 vyšel v deníku The Philadelphia Inquirer článek, jehož autory byli Peter Nicholas a Clea Benson, kteří vyslovili hypotézu, že biologickým otcem Roberta Fischera mohl být fyzik Paul Nemenyi, Maďar židovského původu. Citovali zprávu FBI, která uvádí, že Regina Fischerová se vrátila do Spojených států v roce 1939, zatímco Hans-Gerhardt Fischer do USA nikdy nevkročil. Hans-Gerhardt a Regina Fischerovi se rozvedli v roce 1945, kdy byly Bobbymu dva roky. Od té doby Robert Fischer vyrůstal se svou matkou a starší sestrou Joan. V roce 1948 se rodina přestěhovala do Mobile v Arizoně, kde Regina učila na základní škole. Poté se přestěhovali do Brooklynu v New Yorku, kde Regina pracovala jako učitelka na základní škole a zdravotní sestra.
V květnu roku 1949 se šestiletý Fischer naučil hrát šachy z příručky, kterou nalezl v šachové sadě koupené jeho sestrou v cukrářství pod jejich bytem v Brooklynu. Svou první šachovou knihu dostal o měsíc později. Pak hrál přes rok šachy sám. Ve věku sedmi let vstoupil do Brooklynského šachového klubu, kde ho učil předseda klubu jménem Carmine Nigro. Později přestoupil do Manhattanského šachového klubu. Důležitý vliv na Fischera pak měli šachový novinář Hermann Helms a velmistr Arnold Denker. Denker sloužil mladému Bobbymu jako instruktor a často ho bral na profesionální hokejová utkání v Madison Square Garden povzbuzovat tým New York Rangers. Denker napsal, že Bobbymu se utkání líbila a nikdy na ně nezapomněl; oba se stali celoživotními přáteli. Když bylo Fischerovi třináct, požádala jeho matka Johna W. Collinse, aby byl jeho šachovým učitelem. Collins již trénoval několik vynikajících hráčů včetně velmistrů Roberta Byrneho a Williama Lombardyho. Fischer strávil v Collinsově domě mnoho času a někteří pak Collinse popisovali jako Fischerova náhradního otce.
Bobby Fischer navštěvoval střední školu Erasmus Hall High School, kde v té době studovala i Barbra Streisandová, roku 1959 z ní po dosažení šestnácti let odešel. Mnoho učitelů na něj vzpomínalo jako na problémového žáka. Když však dosáhl úspěchů v šachu, školní rada ho za ně ocenila zlatou medailí.

### Mladý šampión (1956–1957)
Fischerovým prvním skutečným triumfem bylo vítězství na šampionátu juniorů USA ve Filadelfii v červenci roku 1956, dosáhl výsledku 8,5/10 partií a stal se nejmladším juniorským šampiónem. Tento rekord zůstal nepřekonán dodnes. V roce 1956 na Otevřeném šampionátu USA v Oklahoma City dosáhl výsledku 8,5/12 partií a dělil se o 4.–8. místo, vyhrál Arthur Bisguier. Pak hrál v prvním kanadském šampionátu v Montrealu roku 1956, s výsledkem 7/10 se dělil o 8.–12. místo, zvítězil Larry Evans. V New Yorku roku 1956 sehrál na turnaji Rosenwald Trophy známou „partii století“ proti Donaldu Byrnemu, která bývá považována za jednu z nejkrásnějších vůbec. Ve věku 12 let získal titul národního mistra jako dosud nejmladší hráč.
V roce 1957 Fischer poprvé úspěšně obhájil svůj titul juniorského šampióna USA výsledkem 8,5 z 9 partií v San Franciscu. Pak vyhrál Otevřený šampionát USA v Clevelandu v tie-breaku nad Arthurem Bisguierem, výsledek 10/12 stačil k tomu, že se stal a zůstává nejmladším vítězem Otevřeného mistrovství USA. V zápase v New Yorku Fischer porazil mladého filipínského mistra Rodolfa Tan Cordosa 6:2, pak vyhrál Otevřené mistrovství USA v New Jersey. Díky těmto výsledkům získal vstupenku na Mistrovství USA v New Yorku. Mnozí si mysleli, že je příliš slabý, a předpovídali, že skončí poslední. Místo toho vyhrál výsledkem 10,5/13, a stal se tak v lednu 1958 ve věku 14 let nejmladším šampiónem USA všech dob (dosud – do roku 2018 – nepřekonaný rekord). Tímto vítězstvím získal titul mezinárodní mistr – jako nejmladší v té době (rekord byl však již překonán).

### První pokusy o titul mistra světa (1958–1959)
Fischerovo vítězství ho kvalifikovalo do mezipásmového turnaje v Portoroži, první krok účasti v boji o titul mistra světa. Ve svých 15 letech byl nejmladším hráčem mezipásmových turnajů. Prvních šest hráčů z mezipásmového turnaje se kvalifikovalo do turnaje kandidátů. Pouze málo lidí si myslelo, že Fischer má nějaké šance. Opět však překvapil znalce a dělil 5.–6. místo výsledkem 12/20 po silném finiši. Tak se stal Fischer nejmladším hráčem turnaje kandidátů, tento rekord trval až do roku 2005, kdy byl překonán Magnusem Carlsenem (avšak v jiném způsobu uspořádání boje o titul). Fischer si tak vysloužil titul velmistra a v té době se stal nejmladším velmistrem v historii (rekord byl již překonán).
Před turnajem kandidátů se Fischer účastnil v roce 1959 silných mezinárodních turnajů v Mar del Plata v Argentině, Santiagu de Chile a v Curychu. Ve všech třech soutěžích uspěl dobře a prokázal, že jeho titul a síla velmistra byly oprávněné.
Ve svých 16 letech Fischer skončil v kandidátském turnaji pořádaném v Bělehradě roku 1959 pátý z osmi. Dosáhl výsledku 12,5/28, ale byl rozdrcen vítězem turnaje Michailem Talem, který vyhrál všechny čtyři jejich vzájemné partie.

### Neúspěšný uchazeč o titul mistra světa (1960–1962)
V roce 1960 se Fischer dělil o první místo se sovětskou hvězdou Borisem Spasským na silném turnaji Mar del Plata dva body před zbytkem startovního pole. Jejich výsledek byl 13,5 bodu z 15 partií. Fischer prohrál pouze se Spasským a to byl začátek jejich vztahu, který začal přátelsky a tak i přetrval přes Fischerovy problémy na šachovnici proti Spasskému. Fischer bojoval na dalším turnaji v Buenos Aires s výsledkem 8,5/19. Turnaj vyhráli Rus Viktor Korčnoj a Samuel Reshevsky – mnohonásobný šampión USA a jeden z nejsilnějších světových hráčů, kteří oba dosáhli skóre 13/19. To byl jediný větší neúspěch Fischera v jeho profesionální kariéře.
V roce 1961 začal zápas na 16 partií mezi Fischerem a Reshevskym. Zápas byl rozdělen mezi New York a Los Angeles. Přes Fischerův raketový start kariéry byl veterán Reshevsky (narozen 1911, tedy o 32 let starší než Fischer) favoritem, neboť nejen že měl mnohem více zápasových zkušeností, ale nikdy ve svém životě neprohrál zápas. Po 11 partiích a remízovém stavu (každá strana 2 výhry při 7 remízách) skončil zápas kvůli rozepři mezi Fischerem a organizátorkou a sponzorkou zápasu Jacquline Piatigorskou. Těžké boje v partiích vedly k tomu, že mnohé byly přerušeny, zápas se tak zpozdil oproti původnímu plánu, což způsobilo logicky protesty pronajímatelů prostor. Manžel paní Piatigorské pan Gregor Piatigorsky, světoznámý violoncellista, pořádal koncert v pozdním odpoledni stejného dne naplánovaného pro sehrání 12. partie zápasu. Paní Piatigorská, která chtěla navštívit koncert i šachovou partii, přesunula začátek partie na 11 hodin dopoledne, očividně bez Fischerova souhlasu. Fischer, který rád pospával, protestoval a nakonec odstoupil ze zápasu kvůli nemožnosti se s organizátory dohodnout. Reshevsky obdržel vítězný podíl ceny. Fischer se později s paní Piatigorskou usmířil, když přijal pozvání na 2. Piatigorsky Cup v Santa Monice roku 1966, kde byla sponzorkou turnaje.
Fischer skončil druhý za exmistrem světa Talem v Bledském superturnaji 1961. Porazil poprvé Tala a s výsledkem 3,5/4 proti sovětskému kontingentu skončil jako jediný neporažený hráč s výsledkem 13,5/19.
V dalším cyklu světového šampionátu Fischer vyhrál mezipásmový turnaj ve Stockholmu roku 1962 výsledkem 17,5/19 o 2,5 bodu před druhým v pořadí a stal se tak jedním z favoritů turnaje kandidátů v Curaçau, který začal brzy poté. Ale turnaj byl pro něj zklamáním, skončil čtvrtý z osmi s výsledkem 14/27. I přesto tento výsledek Fischera v jeho 19 letech ustavil jako nejsilnějšího nesovětského hráče světa. Tal byl během turnaje vážně nemocný a musel odstoupit. Fischer, který byl Talovým přítelem, byl jediný hráč, který ho v nemocnici navštívil.
Po neúspěchu v turnaji kandidátů roku 1962 (ve kterém bylo pět z osmi hráčů ze SSSR), Fischer prohlásil, že tři ze sovětských hráčů uzavřeli dohodu o remízách ve vzájemných partiích, aby se mohli soustředit na hru proti němu, a rovněž že čtvrtý Viktor Korčnoj byl nucen vědomě prohrávat partie, aby zajistil vítězství sovětskému hráči. Obecně se myslí, že první obvinění je pravdivé, druhé však ne.
Fischer dále hrál v mistrovstvích USA, vždy konaných v New York City. Celkem se během své kariéry účastnil osmi a vyhrál všechny. Jeho výsledky byly: 1957–58: 10,5/13; 1958–59: 8,5/11; 1959–60: 9/11; 1960–61: 9/11; 1962–63: 8/11; 1963–64: 11/11; 1965–66: 8,5/11; 1966–67: 9,5/11. Celkově 74/90, což je 82,2 procenta s pouze třemi porážkami.

### Částečný odchod do ústraní (1963–1968)
V roce 1962 Fischer řekl, že má „osobní problémy“, a začal naslouchat různým kazatelům v rádiových přenosech, aby hledal rozhřešení. Tak poprvé uslyšel rádiový program The World Tomorrow s Herbertem W. Armstrongem a jeho synem Garnerem Tedem Armstrongem. Jejich denominace, Celosvětová boží církev (Worldwide Church of God), hlásala brzký konec světa. Koncem roku 1963 začal Fischer platit Světové boží církvi desátky. Podle vlastního pozdějšího vyjádření žil rozdvojený život s racionální šachovou částí a nadšenou náboženskou částí. Později této církvi daroval 61 200 dolarů, které vyhrál v zápase o titul mistra světa. Rok 1972 však byl pro církev katastrofální: Proroctví staršího z obou Armstrongů se nevyplnila a mladší byl zapleten do sexuálního skandálu. Fischer se cítil podveden a veřejně se Světové boží církve zřekl.
Fischer se rozhodl neúčastnit se mezipásmového turnaje roku 1964 v Amsterdamu, tím se vyřadil ze soutěže o titul mistra světa v roce 1966. Setrval na tomto rozhodnutí, i když FIDE změnila formát kandidátského turnaje z osmičlenného turnaje každý s každým na sérii vyřazovacích zápasů, což eliminovalo možnost tajných dohod. Fischer se místo toho pustil do cestování po světě, trvajícího několik měsíců; hrál simultánní exhibice a poskytoval školení, turné mělo velmi dobrou návštěvnost a publicitu. Fischer rovněž odmítl pozvání na Piatigorského pohár roku 1963, ačkoli byl obsazen elitními hráči. Místo toho dal přednost zahrát si ve stejné době mnohem slabší turnaj Western Open v Bay City v Michiganu, který vyhrál výsledkem 7,5/8. Fischer rovněž vyhrál mistrovství státu New York roku 1963 v Poughkeepsie, další drobnější soutěž pozdního léta, a to stoprocentním výsledkem 7/7.
Fischer chtěl hrát Capablancův memoriál v Havaně roku 1965, ale Američanům v té době nebylo dovoleno cestovat na Kubu. Fischer již hrál na Kubě jednou, ještě jako dorostenec, ale to bylo předtím, než se roku 1959 chopil moci Fidel Castro. Fischer ale mohl hrát pomocí telegrafu, když zůstal v New Yorku a hrál z šachového klubu Franka Marshalla. Jeho partie trvaly dlouho kvůli přenosovému zpoždění a způsobu přijímání tahů. Ale Fischer se dělil o 2.–4. místo výsledkem 15/21 za dřívějším mistrem světa Vasilijem Smyslovem, kterého ve vzájemné partii porazil. Díky této neobvyklé události se šachy staly předmětem zájmu médií v USA.
V příštím cyklu roku 1967 v mezipásmovém turnaji v Súse Fischer dosáhl fenomenálního výsledku 8,5 bodu z prvních 10 partií. Jako člen Celosvětové boží církve dodržoval sabat, což mu organizátoři umožnili, ale připravil se tak o několik dnů odpočinku, což vedlo k rozepřím ohledně herního rozvrhu. Fischer na protest nenastoupil ke dvěma hrám a později odstoupil, čímž se vyřadil z turnaje o titul mistra světa roku 1969.
V mistrovství USA roku 1963–1964 dosáhl Fischer jediného stoprocentního skóre v historii šampionátu (11/11) a jedno z mála vítězství bez ztráty bodu v silných šachových turnajích.

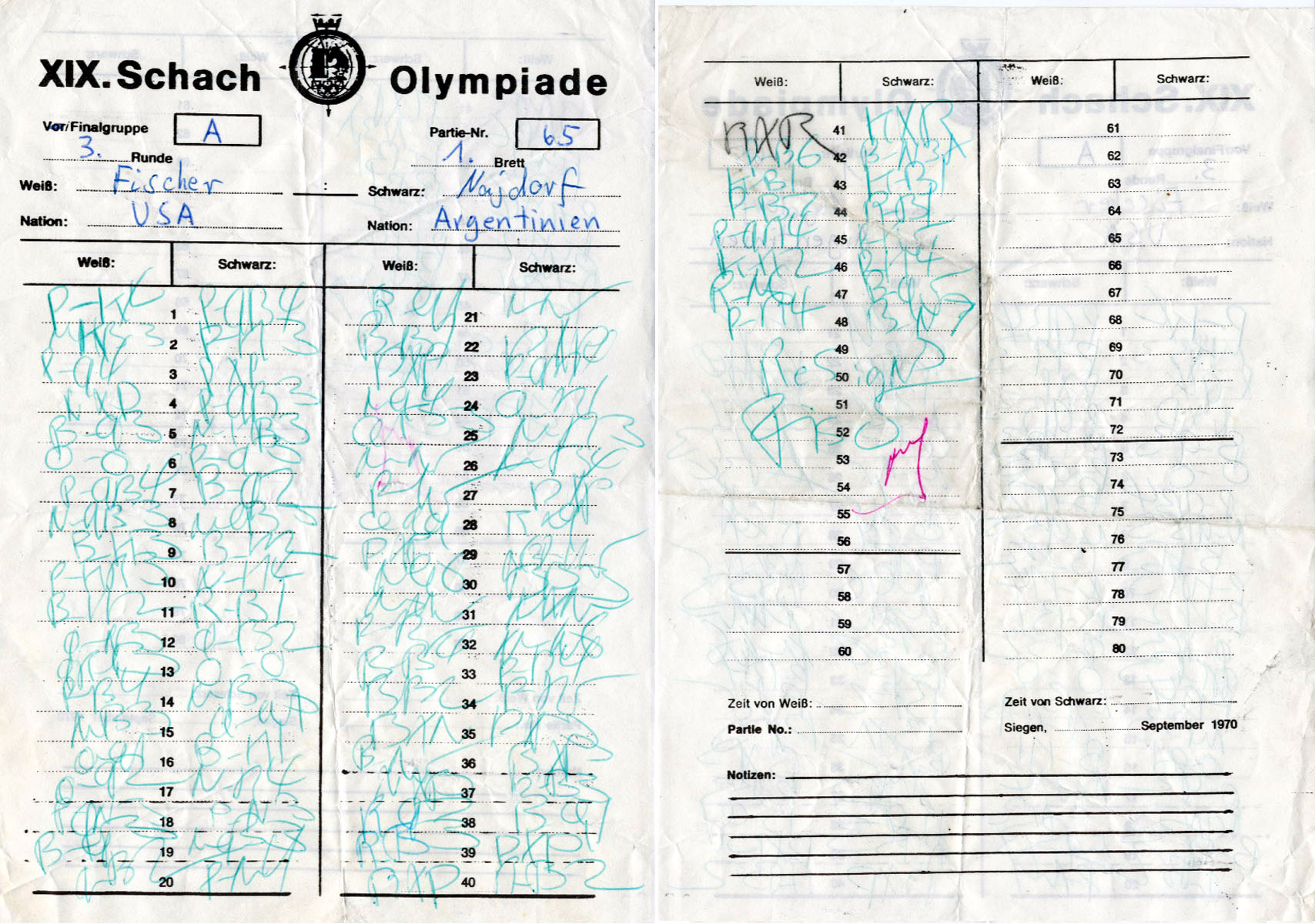
Partiář Bobbyho Fischera ze 3. kola šachové olympiády roku 1970 v Německu proti Miguelovi Najdorfovi

Mladý Fischer musel vynechat šachovou olympiádu roku 1958 kvůli povinné školní docházce, ale reprezentoval USA na první šachovnici s velkým úspěchem na čtyřech šachových olympiádách: (Lipsko 1960, Varna 1962, Havana 1966 a Siegen 1970). V Lipsku dosáhl výsledku 13/18 a získal v individuálním hodnocení stříbrnou medaili a USA rovněž získalo jako družstvo stříbro. Ve Varně dosáhl výsledku 11/17 a USA skončilo čtvrté. V Havaně dosáhl neuvěřitelného výsledku 15/17 partií a získal individuální stříbro a USA rovněž stříbro. Následně v Siegenu opět získal individuální stříbro výsledkem 10/13 partií a USA skončilo čtvrté. Jeho celkové skóre bylo +40, =18, −7, tedy 49/65 což je 75,4 procenta. Další pozvánky pro léta 1964, 1968 a 1972 Fischer odmítl.
Fischer vyhrál turnaj v Netanji roku 1968 (11,5/13) a Vinkovci roku 1968 (11/13) velkým rozdílem. Pak ale přestal hrát na 18 měsíců, kromě vítězství v městské lize New Yorku družstev nad Anthonym Saidyem.

### Cesta na šachový trůn (1969–1972)
Mistrovství USA roku 1969 bylo rovněž pásmovým turnajem, kdy tři první měli přístup do mezipásmového turnaje. Fischer ale mistrovství USA vynechal kvůli sporům o systém turnaje a cenový fond. Velmistr Pal Benko se vzdal svého místa, aby umožnil Fischerovi účast na boji o titul, za což mu Šachová federace USA zaplatila slušných 2000 dolarů. Ostatní účastníci pásmového turnaje se vzdali práva nahradit Benka. Tato neobvyklá dohoda byla prací Ed Edmondsona, výkonného ředitele federace.
Před mezipásmovým turnajem v březnu a dubnu roku 1970 se nejlepší hráči světa účastnili zápasu SSSR versus zbytek světa v Bělehradě. Fischer souhlasil s přepuštěním první šachovnice dánskému hráči Bentu Larsenovi v týmu zbytku světa díky Larsenovým vynikajícím úspěchům v nedávné době i přesto, že Fischer měl vyšší Elo rating. Tým SSSR vyhrál zápas malým rozdílem 20,5:19,5, na druhé šachovnici ale Fischer porazil Tigrana Petrosjana (kterého sesadil z trůnu mistra světa Boris Spasskij rok předtím) 3:1, když vyhrál první dvě partie a další dvě remizoval.
Po zápasu století byl uspořádán neoficiální světový šampionát v bleskovém šachu (pětiminutovky) v Novém Hercegu. Fischer rozdrtil velmi silné osazenstvo s výsledkem 19/22, 4,5 bodu před Talem. Později v roce 1970 Fischer vyhrál turnaj v Rovinji/Záhřebu výsledkem 13/17 a v Buenos Aires, kde rozprášil pole většinou velmistrů výsledkem 15/17. Zřetelně tak posunul svou hru na vyšší stupeň.
V mezipásmovém turnaji v Palmě de Mallorca v listopadu a prosinci 1970 Fischer vyhrál obdivuhodným výsledkem 18,5/23, a to 3,5 bodu před Larsenem, Gellerem a Hübnerem, kteří se dělili o druhé místo výsledkem 15/23. Fischer ukončil turnaj sedmi nepřetržitými výhrami (jedna byla kontumačně).
Fischer pokračoval ve své dominanci roku 1971 v zápasu kandidátů, kdy porazil své soupeře sérií výsledků nemající obdoby v šachové historii. Nejprve rozdrtil Marka Tajmanova (SSSR) ve Vancouveru výsledkem 6:0. O pár měsíců později opakoval vítězství s nulou proti Larsenovi v Denveru, opět stejným výsledkem 6:0. Výsledek proti Larsenovi byl obzvlášť šokující, protože jen rok předtím Larsen hrál na první šachovnici v zápase SSSR – zbytek světa právě před Fischerem a jako jediný ho v mezipásmovém turnaji dokázal porazit.
Pouze dřívější mistr světa Petrosjan, Fischerův finálový soupeř v turnaji kandidátů, byl schopen projevit v zápase v Buenos Aires odpor. Petrosjan použil v první partii silnou teoretickou novinku a měl již Fischera na lopatkách, ale Fischer se bránil se sebejistotou jemu vlastní a partii nakonec vyhrál. Tak Fischer dosáhl obdivuhodné série 20 nepřetržitých výher, druhé nejdelší vítězné série v šachové historii po řadě 25 partií Steinitze z let 1873–1882. Petrosjan vyhrál rázně v druhé partii a tím Fischerovu vítěznou sérii přerušil. Ale pak po třech remízách Fischer dosáhl výhry v dalších čtyřech partiích a vyhrál zápas 6,5:2,5 (+5, =3, −1). Vítězství ve finálovém zápase dovolilo Fischerovi vyzvat mistra světa Borise Spasského, kterého předtím ještě nikdy neporazil (+0, =2, −3).

### Zápas o titul mistra světa 1972
Fischerova paličatost ohledně zápasových a turnajových podmínek, táhnoucí se celou jeho kariérou, byla opět k vidění v zápase se Spasským. Z možných míst konání Fischer dával přednost Jugoslávii, zatímco Spasskij Islandu. Na čas se zdálo, že spor bude rozřešen rozdělením zápasu mezi obě místa, ale tato dohoda neuspěla. Poté, co byla tato záležitost vyřešena, Fischer odmítl hrát do té doby, než cenový fond, který považoval za neadekvátní, bude zdvojnásoben. Londýnský finančník Jim Slater reagoval věnováním dodatečných 125 000 USD, což zvýšilo cenový fond na nebývalých 250 000 USD. Fischer nakonec souhlasil, že bude hrát.
Zápas se konal v islandském Reykjavíku od července do září 1972. Fischer prohrál první dvě partie zvláštním způsobem. První poté, co zbytečně vzal otráveného pěšce v remízové koncovce, a druhou vzdal, když odmítl nastoupit kvůli hracím podmínkám. Fischer by pravděpodobně vzdal celý zápas, ale Spasskij, který nechtěl vyhrát kontumačně, ustoupil Fischerovu požadavku přesunout další partii do tmavé místnosti daleko od kamer, jejichž přítomnost Fischera zneklidňovala. Zbytek zápasu pokračoval bez vážnějších incidentů. Fischer vyhrál sedm z dalších 19 partií, prohrál pouze jednu a remízou skončilo 11, vyhrál tak zápas 12,5:8,5 a stal se 11. mistrem světa v šachu.
Zápas světové úrovně zahrnuje důkladnou přípravu v oblasti teorie zahájení; hráč analyzuje zahájení, o kterém věří, že ho použije soupeř, a snaží se používat své vlastní, do hloubky připravené, varianty zahájení. Fischer překvapil Spasského tím, že nikdy během zápasu neopakoval stejnou variantu zahájení a často hrál varianty, které nikdy předtím nepoužil. Během druhé půlky zápasu Spasskij opustil své přípravy a pokusil se přehrát Fischera ve variantách, které si nikdo z nich nepřipravoval, ale nadarmo.
Fischerovo vítězství v době studené války bylo propagandisticky významné pro USA. Fischer se rovněž stal nejvýše postaveným hráčem v dosavadní historii šachového ratingu Elo. Po výhře nad Spasským měl rating 2780, což byl vlastně malý pokles oproti rekordu 2785, kterého dosáhl po rozdrcení Tajmanova, Larsena a Petrosjana rok předtím.
Střet byl novináři pojmenován Zápas století a obsazoval první stránky médií v USA i na celém světě. Tímto vítězstvím se Fischer stal okamžitě celebritou. Obdržel množství nabídek na reklamní akce a propagace výrobků (všechny ale odmítl) a objevil se na obalech časopisů Live a Sports Illustrated. Spolu s americkým olympijským plaveckým vítězem Markem Spitzem se rovněž objevil v televizním pořadu Bob Hope. Množství členů v šachové federaci USA se roku 1972 zdvojnásobilo a vrcholu dosáhlo roku 1974. V americkém šachu bývá toto období nazýváno Fischerův boom.

### Neuskutečněný zápas Fischer – Karpov 1975
Obhajoba titulu byla naplánována na rok 1975, vyzývatelem se stal Anatolij Karpov. Od získání titulu Fischer nesehrál žádnou turnajovou partii a pro nadcházející zápas si stanovil množství podmínek (přesně 64). Většina z nich byla orientována čistě herně, některé byly ale velmi bizarní, například požadavek, aby všichni, kdo vstoupí do herní místnosti, sňali pokrývku hlavy. Mnoho komentátorů se domnívalo, že cílem těchto požadavků bylo vyhnout se zápasu, jehož výsledek nebyl pro Fischera úplně jistý. Nejdůležitější požadavky byly:
- Zápas konaný do deseti výher bez ohledu na remízy
- Žádný limit celkového počtu sehraných partií
- V případě výsledku 9:9 si mistr světa (Fischer) udrží titul

Fischer tvrdil, že obvyklý systém (zápas na 24 partií, kdy zvítězí hráč, který první dosáhne 12,5 bodu, a mistr světa udrží svůj titul za stavu 12:12) podněcuje hráče, který právě v zápasu vede, aby remizoval partie, což považoval pro šachy za špatné. Místo toho Fischer chtěl zápas na neurčené množství partií. Ale takový zápas by mohl trvat několik měsíců (roku 1927 v zápase Capablanca – Aljechin dosažení pouhých šesti výher zabralo 34 partií). Mnozí se domnívali, že zápas by byl spíše demonstrací vytrvalosti než šachových dovedností. Komise FIDE v čele s předsedou Maxem Euwem, zahrnující zástupce jak USA, tak SSSR, vyhlásila, že zápas by měl pokračovat do šesti výher. Ale Fischer odpověděl, že by se v takovém případě vzdal titulu a neúčastnil se zápasu. FIDE proto souhlasila s uskutečněním zápasu do devíti vítězství, a nechala tak pouze jednu z 64 Fischerových podmínek nesplněnu: Stanovila, že hráč, který první dosáhne 9 výher, vyhraje zápas, a eliminovala tak veškeré výhody držitele titulu. Mnoho pozorovatelů považovalo Fischerovu podmínku udržení titulu za stavu 9:9 za nespravedlivou. Znamenalo to, že Fischer by potřeboval k vítězství devět výher, zatímco Karpov by musel vyhrát 10–8. Protože FIDE nesouhlasila s jeho posledním požadavkem, Fischer se vzdal titulu a dne 27. ledna 1974 sdělil prezidentu FIDE Maxi Euwemu:
„Jak jsem již dal najevo v telegramu delegátům FIDE, podmínky zápasu, které jsem navrhl, nebyly přijaty. Pan Cramer mě informoval, že delegáti FIDE odmítli definici vítězství jako dosažení devíti výher při nezapočítávání remíz a neomezeném množství partií s tím, že bude-li dosaženo výsledku 9:9, zápas skončí remízou, současný mistr světa obhájí titul a cenový fond bude rozdělen rovným dílem. Pokud je tomu tak, FIDE rozhodla proti mé účasti v zápasu o titul mistra světa roku 1975. Tímto se vzdávám svého titulu mistra světa FIDE. S pozdravem Bobby Fischer.“
Bývalý přeborník USA Arnold Denker, který byl v kontaktu s Fischerem během vyjednávání o zápasu s Karpovem, tvrdil, že Fischer si přál dlouhý zápas, aby se mohl rozehrát a získat znovu formu po tříleté pauze. Karpov se stal v dubnu 1975 mistrem světa kontumačně. Ve své autobiografii z roku 1991 Karpov vyjádřil hlubokou lítost, že se zápas neuskutečnil, a prohlásil, že ztráta možnosti utkat se s Fischerem zbrzdila i jeho šachový růst. Karpov se s Fischerem po roce 1975 několikrát setkal a přátelsky, ale nakonec neúspěšně se pokusil o uspořádání zápasu. Garri Kasparov tvrdí, že Karpov by roku 1975 býval měl dobré šance na vítězství nad Fischerem.
Fischer pak nesehrál žádnou soutěžní partii téměř dvacet let. Do konce života prohlašoval, že je stále mistrem světa, protože nikdy titul v zápase neztratil.

### Odmlka (1975–1991)
Po událostech z roku 1975 Fischer zmizel z veřejného života a nadále se neúčastnil ani šachových soutěží. 26. května 1981 ho v Pasadeně policejní hlídka zaměnila za hledaného bankovního lupiče a zatkla ho. Byl držen ve vazbě dva dny a utrpěl zde lehké zranění. Propuštěn byl na kauci 1 000 dolarů. Roku 1982 publikoval pamflet I Was Tortured in the Pasadena Jailhouse! (Byl jsem mučen ve věznici Pasadena). Popsal zde své zážitky z incidentu a vyjádřil přesvědčení, že jeho zatčení bylo předem připraveno.
Počátkem osmdesátých let Fischer delší čas pobýval v San Franciscu, bydlišti jeho přítele, kanadského velmistra Petera Biyiasase. Roku 1981 s ním sehrál 17 pětiminutových partií, i přes nedostatek praxe všechny vyhrál; Biyiasas se podle svého tvrzení v žádné z nich nebyl schopen dostat ani do koncovky.
Roku 1984 Fischer napsal redakci Encyclopaedia Judaica, že není a nikdy nebyl Žid, a požádal, aby bylo jeho jméno odstraněno z publikace.

### Zápas se Spasským 1992
Po dvaceti letech se Fischer vynořil z izolace a vyzval Spasského (tehdy dělícího se o 96. až 102. místo na světovém žebříčku šachistů) k odvetnému zápasu. Ten se uskutečnil roku 1992 v jugoslávských městech Sveti Stefan a Bělehrad i přes embargo Organizace spojených národů, které zahrnovalo i sankce na sportovní události. Fischer požadoval, aby organizátoři označili zápas jako zápas „o titul mistra světa“, ačkoliv v té době byl mistrem světa Garri Kasparov. Cenový fond zápasu byl stanoven na 5 miliónů dolarů, z nichž dvě třetiny měl dostat vítěz. Americká oficiální místa Fischera předem varovala, že jeho účast je protizákonná. Před zraky mezinárodního tisku byl Fischer nafilmován, jak plive na písemný zákaz hrát. Po zápase na něj byl v USA vydán zatykač, který platil po celý zbytek Fischerova života a Fischer se již nikdy nevrátil do své rodné země.
Fischer vyhrál zápas 10:5 při 15 remízách. Pozorovatelé přesto podle úrovně jeho hry soudili, že je již za svým zenitem. Pak už Fischer až do smrti žádnou turnajovou partii nesehrál.

### Závěr života
Po vítězném zápase Fischer znovu přestal hrát šachy. V rodné zemi měl status uprchlíka a jeho projevy zloby vůči USA se stupňovaly. Veřejně schvaloval teroristické útoky z 11. září 2001, a ačkoli byl sám židovského původu, proslul mnoha antisemitskými výpady.
Několik roků žil v Budapešti, kde navštívil rodinu Polgárových a analyzoval mnoho partií se sestrami Polgárovými. Klasické šachy považoval za mrtvé a dával přednost alternativním pravidlům Chess960, podle nichž hrával bleskové partie.
Od roku 2000 do roku 2002 pobýval Fischer na Filipínách v Baguiu. Obýval stejnou čtvrť jako filipínský velmistr Eugene Torre, jeho blízký přítel, který byl jeho sekundantem během odvetného zápasu se Spasským. Torre zde Fischera seznámil s dvaadvacetiletou Justine Ong, s níž pak Fischer zplodil dceru Jinky Ong, narozenou roku 2002, své jediné dítě.

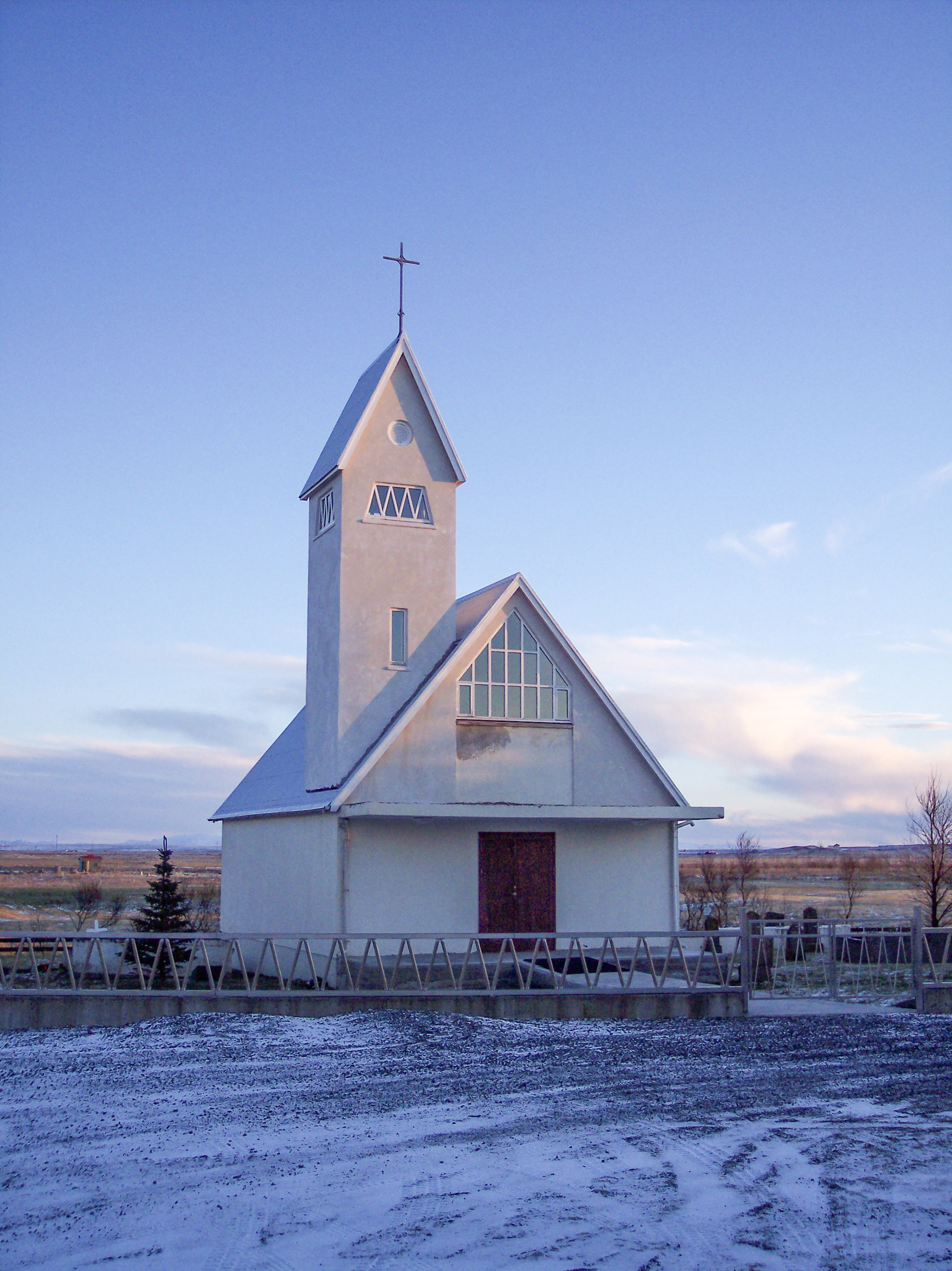
Kostel v Laugardæliru, kde je Fischer pohřben

Po nějakou dobu Fischer žil i v Japonsku s Mijoko Watai, předsedkyní šachové federace Japonska, která s ním zůstala až do konce jeho života. 13. července 2004 byl Fischer zatčen na japonském mezinárodním letišti Narita, kde se pokoušel nastoupit do letadla do Manily, protože platnost jeho amerického pasu vypršela. USA požádaly o jeho vydání a japonské úřady odmítly Fischerův požadavek, aby mohl zůstat v zemi, a přikázaly jeho deportaci. Fischer se ve vazbě zřekl USA, snažil se neúspěšně získat německé občanství po svém otci a počátkem roku 2005 požádal o azyl na Islandu. V březnu 2005 mu z humanitárních důvodů islandský parlament jednomyslným rozhodnutím udělil občanství a 23. března 2005 mohl Fischer odletět z Japonska do Reykjavíku, kde se s Mijoko Watai usadil.

### Úmrtí
Fischer dlouhou dobu trpěl nemocí ledvin. V listopadu 2007 byl hospitalizován v nemocnici v Reykjavíku, ale v prosinci odmítl další lékařskou pomoc a vážně nemocen se vrátil domů. Zde 17. ledna 2008 zemřel ve věku 64 let na selhání ledvin. Magnús Skúlason, který zůstal s Fischerem až do okamžiku smrti, řekl, že Fischerova poslední slova byla: „Nic netiší bolest tak jako lidský dotek.“ Fischer byl v úzkém kruhu nejbližších pohřben dne 21. ledna 2008 ráno v Laugardæliru, asi 60 kilometrů od Reykjavíku.

## Šachový odkaz

### Teorie
Fischer proslul svou důkladnou přípravou na zahájení, jehož teorii na mnoha místech vylepšil. Například úspěšně oživil na Olympiádě v Havaně roku 1966 výměnnou variantu španělské hry, pomohl rozvinout teorii královské indické obrany, Grünfeldovy indické obrany a sicilské obrany, v níž jeho jméno nese Fischerův-Sozinův útok, charakterizovaný tahy 1. e4 c5 2. Jf3 d6 3. d4 cxd4 4. Jxd4 Jf6 5. Jc3 a6 (nebo e6) 6. Sc4, stejně jako se po něm jmenuje varianta Nimcovičovy indické obrany vznikající po tazích 1. d4 Jf6 2. c4 e6 3. Jc3 Sb4 4. e3 b6 5. Je2 Sa6. V Najdorfově variantě sicilské se mu podařilo rehabilitovat „variantu otráveného pěšce“, vznikající po tazích 1. e4 c5 2. Jf3 d6 3. d4 cxd4 4. Jxd4 Jf6 5. Jc3 a6 6. Sg5 e6 7. f4 Db6. Ačkoliv byl tento drzý výpad dámou za účelem zisku pěšce na úkor vývinu považován za sporný, Fischer v této variantě vyhrál mnoho partií, jedinou porážku mu přinesla 11. partie zápasu se Spasským roku 1972 a ani současná teorie tuto variantu nevyvrátila.
Roku 1960 po prohře se Spasským napsal článek „Vyvrácení královského gambitu“ (A Bust to the King's Gambit), v němž po 1. e4 e5 2. f4 exf4 3. Jf3 doporučil 3. … d6, což vešlo ve známost jako Fischerova obrana. Po uveřejnění článku se královský gambit na nejvyšší úrovni objevuje ještě méně než předtím. Sám Fischer ho přesto použil za bílé ještě třikrát, ve všech třech případech však hrál 3. Sc4 místo 3. Jf3 a všechny tři partie vyhrál.

### Koncovky
Také v koncovce byl Fischer mimořádně silný, mezinárodní mistr Jeremy Silman ho nazval mistrem střelcových koncovek. Jako Fischerova koncovka se někdy označuje pozice, v níž střelec a věž hrají proti věži a jezdci, přičemž každá strana má ještě pěšce. Fischer se střelcem takto zaznamenal v létech 1970 a 1971 tři instruktivní výhry proti velmistru Tajmanovovi.

### Ostatní
Roku 1988 si Fischer nechal patentovat nový typ digitálních šachových hodin, zvaných od té doby Fischerovy hodiny. Tento typ časomíry dává hráči na začátku partie jistý čas a poté mu po každém tahu přidává další, obvykle menší množství času. Fischerovy hodiny se dnes běžně používají v šachových soutěžích, jejich patent vypršel pro nezaplacení poplatku.
Roku 1996 Fischer publikoval a začal propagovat novou variantu šachu, původně pojmenovanou Fischer Random Chess („Fischerovy náhodné šachy“), nyní obvykle nazývanou Chess960, která se od běžného šachu liší tím, že základní postavení figur se před hrou určuje náhodně, například házením kostkou. Požaduje se přitom, aby každý střelec stál na jiné barvě pole a aby král stál mezi věžemi; celkem je možných 960 různých výchozích postavení, mezi něž ovšem patří i základní pozice klasických šachů. Fischer tuto verzi hry odůvodňoval tím, že znemožňuje memorizaci variant zahájení a tím podporuje od prvních tahů kreativitu hráčů.

### Fischerova výjimečnost a charakteristika
Na otázku, proč byl Fischer tak výjimečný šachista, hledal odpověď velmistr Lubomír Kaválek:
„Především, jeho znalost hry a její minulosti byla enormní. Byl lačným čtenářem, hltajícím každou šachovou knihu nebo časopis, který mu přišel do rukou. Studoval ostatní šachové velikány a vybíral si jejich nejlepší myšlenky, na kterých se zdokonaloval. Jeho hra v zahájení byla smrtící. „Jakmile získá Fischer ze zahájení třeba jenom malinkou výhodu, začíná hrát jako stroj. Nemůžete ani doufat, že by udělal nějakou chybu,“ řekl po prohraném kandidátském zápasu v roce 1971 bývalý mistr světa Tigran Petrosjan. Fischerovy nejlepší partie byly krystalicky čisté, jednoduché a krásné. Jeho útoky měly přesnost laserového paprsku. Koncovky hrál přesněji než legendární José Raúl Capablanca. Logiku skrytou za Fischerovými tahy je jednoduché pochopit, ale jen velice těžko je ji možno napodobit. Byl komplexním šachistou s ohromnou vůlí po vítězství. Dalo by se říct, že hrát proti němu bylo přímo děsivé.“